# Kurt Nielsen (piłkarz)
Kurt Børge Nikolaj Nielsen (ur. 2 września 1924 w Skovshoved, zm. 17 lipca 1986 w Nykøbing Falster) – duński piłkarz występujący na pozycji napastnika. Trener piłkarski.

## Kariera klubowa
W swojej karierze Nielsen reprezentował barwy zespołów Skovshoved IF, AS Roma, AS Aixoise oraz Olympique Marsylia.

## Kariera reprezentacyjna
W reprezentacji Danii Nielsen zadebiutował 21 września 1952 w wygranym 3:2 towarzyskim meczu z Holandią, w którym strzelił też gola. W latach 1952–1953 w drużynie narodowej rozegrał 3 spotkania i zdobył 3 bramki.

## Kariera trenerska
Nielsen karierę trenera rozpoczął w Skovshoved IF. Następnie prowadził zespoły B 1901, Frederikshavn fI oraz ponownie B 1901, a w 1976 roku został selekcjonerem reprezentacji Danii. W roli tej zadebiutował 4 lutego 1976 w wygranym 1:0 towarzyskim meczu z Izraelem. Kadrę Danię prowadził w eliminacjach do Mistrzostw Świata 1978 oraz Mistrzostw Europy 1980, jednak na żaden z tych turniejów nie awansowała. Trenerem reprezentacji Danii Nielsen był do 1979 roku. Łącznie poprowadził ją w 31 spotkaniach, z czego 13 było wygranych, 6 zremisowanych, a 12 przegranych.
W późniejszych latach trenował jeszcze drużyny Herfølge BK, B 1901 oraz Fakse BK.